# Chính sách thị thực của Sénégal
Du khách đến Senegal cần có thị thực trừ khi họ đến từ một trong những quốc gia được miễn thị thực.

## Bản đồ chính sách thị thực

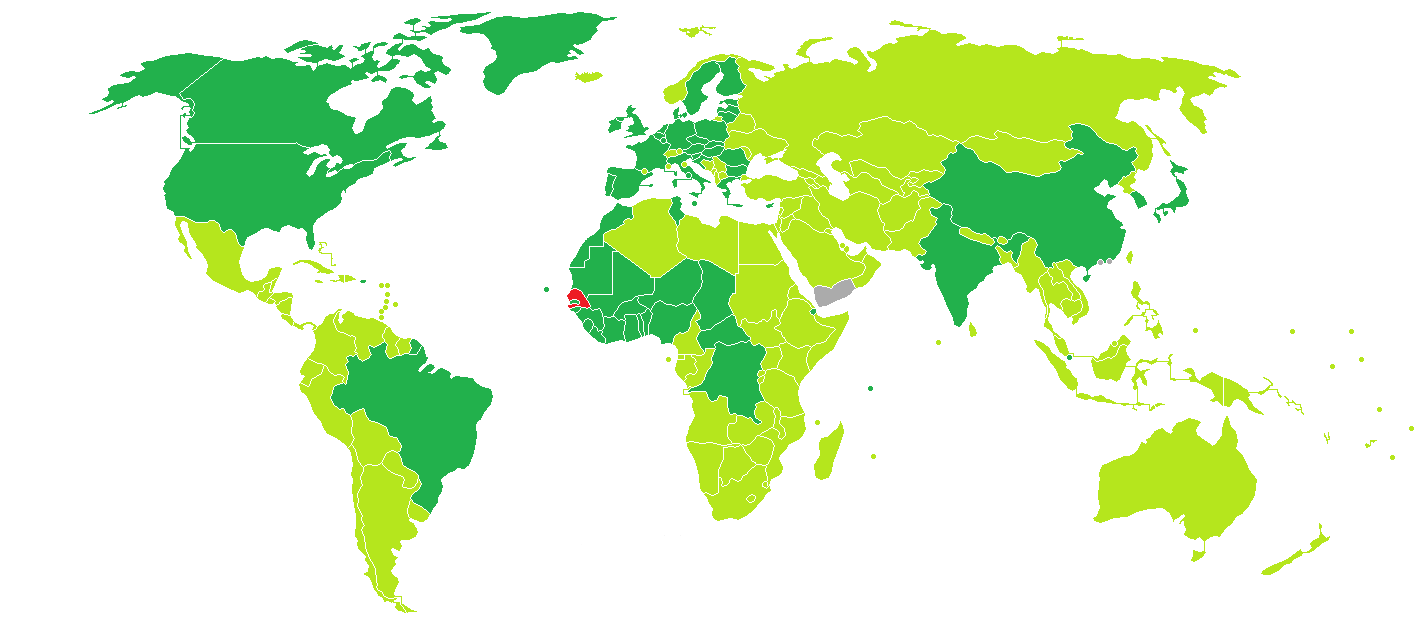
Chính sách thị thực của Senegal

## Miễn thị thực
Công dân của 125 quốc gia có thể đến Senegal mà không cần thị thực lên đến 90 ngày:
| - All Tất cả công dân Liên minh châu Âu - Ai Cập - Algeria - Andorra - Argentina - Ấn Độ - Bahamas - Bahrain - Barbados - Benin - Botswana - Bờ Biển Ngà - Brasil - Brunei - Burkina Faso - Burundi - Cameroon - Canada - Cape Verde - Cộng hòa Trung Phi - Chad - Comoros - Congo - Cộng hòa Dân chủ Congo - Costa Rica - Đông Timor - El Salvador - Ethiopia - Fiji - Gabon - Gambia - Ghana - Grenada - Guatemala - Guinea - Guinea-Bissau - Haiti - Hàn Quốc - Hoa Kỳ - Honduras - Iceland - Israel - Jamaica - Kenya - Kiribati - Kosovo - Kuwait - Lesotho - Liberia - Liechtenstein | - Madagascar - Malawi - Malaysia - Mali - Maroc - Quần đảo Marshall - Mauritania - Mauritius - Micronesia - Monaco - Na Uy - Namibia - Nhật Bản - Nepal - New Zealand - Niger - Nigeria - Nga - Oman - Rwanda - Saint Kitts và Nevis - Saint Lucia - Saint Vincent và Grenadines - Samoa - San Marino - Seychelles - Sierra Leone - Singapore - Quần đảo Solomon - Nam Phi - Sri Lanka - Suriname - Swaziland - Thụy Sĩ - Thái Lan - Thành Vatican - Togo - Tunisia - Thổ Nhĩ Kỳ - Tuvalu - Uganda - Ukraina - Các Tiểu vương quốc Ả Rập Thống nhất - Úc - Vanuatu - Zambia - Zimbabwe |

Công dân của  Tanzania có thể xin thị thực tại cửa khẩu nếu có thư mời và vé lượt tiếp theo hoặc lượt về.
Người sở hữu hộ chiếu ngoại giao được cấp bởi Brasil, Trung Quốc, Iran, Thổ Nhĩ Kỳ và  Uganda và người sở hữu hộ chiếu ngoại giao hoặc công vụ của Algeria, Gabon, Libya, Nga và Uganda không cần thị thực.
Người sở hữu thư mời chính thức không cần thị thực.